# Ornithogalum navaschinii
Ornithogalum navaschinii är en sparrisväxtart som beskrevs av Agapova. Ornithogalum navaschinii ingår i släktet stjärnlökar, och familjen sparrisväxter. Inga underarter finns listade i Catalogue of Life.